# Latécoère 301
Dimensions
Le Latécoère 301 est un hydravion dérivé du Latécoère 300. Il a été construit à trois exemplaires, dans l'usine Latécoère de Toulouse Montaudran, en vue d'un marché postal pour la compagnie Aéropostale ensuite rachetée par Air France. Il était destiné à la traversée de l'océan Atlantique sud, sur 3 000 km de Dakar (Sénégal) à Natal (Brésil), ce qui représentait une vingtaine d'heures de vol. L'un des appareils disparut à sa 4e traversée, en février 1936.

## Carrière aéronautique
Le Latécoère 301 Ville-de-Buenos-Aires, immatriculé F-AOIK, avait eu l'honneur d'effectuer le premier courrier 100% aérien transatlantique hebdomadaire en janvier 1936. Il disparut, avec tout son équipage ; les pilotes, Jean Ponce et André Parayre, le navigateur Frédéric Maret, le radiotélégraphiste Jean Lothelier, le mécanicien Alexandre Collenot et un passager, le directeur du réseau d'Amérique du Sud pour Air France Émile Barrière - lors d'une traversée de Natal à Dakar le 10 février 1936, après avoir envoyé comme derniers messages:
- à 15 h 10 GMT : « EST. 00.32. N. 29.51. W. ESE 10 à 15 - 10/10: CU - ALT.200 mer agitée »;
- à 15 h 50 GMT : « alt. 150 - 10/10 couvert - pluie - visi.mauvaise ».

La dernière position transmise se situe à peu de distance (quelques dizaines de milles) des rochers de Saint-Pierre et Saint-Paul.

## Désignations des appareils
Commandés le 1er octobre 1935 par le Ministère de l'Air pour la compagnie Air France, les Latécoère 301 furent énormément critiqués par l'ensemble de leurs équipages qui les trouvaient beaucoup moins fiables que la version 300 Croix-du-Sud, de laquelle ils diffèrent essentiellement par leur aspect visuel, comportant un cockpit qui se prolonge avec des vitres latérales, jusqu'au nez de l'appareil. 3 Versions militaires Laté 302, de reconnaissances maritimes furent aussi produites.
- F-AOIK, livré le 30 novembre 1935, baptisé Orion puis Ville-de-Buenos Aires. Affecté à la ligne Dakar-Natal, il disparait le 10 février 1936, lors de sa 4e traversée de l'Atlantique Sud, dans le sens Natal/Dakar, avec tout son équipage, composé de, Ponce, Parayre, Marrec, Lhotellier, Collenot ainsi que de Émile Barrière, directeur du réseau AMS d'Air France, qui était à bord en tant que passager.
- F-AOIL, livré le 18 janvier 1936, baptisé Eridan puis Ville-de-Rio. Affecté à la ligne Dakar-Natal il effectua 26 traversées de l'Atlantique Sud.
- F-AOIM, livré le 22 janvier 36, baptisé Nadir puis Ville-de-Santiago. Affecté à la ligne Dakar-Natal, il effectua 18 traversées de l'Atlantique Sud avant d'être réquisitionné par l'Aéronavale en août 1936 puis militarisé en 1938 et rebaptisé Lieutenant-de-Vaisseau-de-l'Orza. Il fut pris par l'armée allemande à Biscarrosse en juillet 1940.